# Лидо (Венеција)
Лидо (итал. Lido) је насеље у Италији у округу Венеција, региону Венето.
Према процени из 2011. у насељу је живело 15719 становника. Насеље се налази на надморској висини од 5 м.